# Lamm (Gemeinde St. Andrä)
Lamm ist eine Ortschaft und Katastralgemeinde der Gemeinde St. Andrä in Kärnten, Österreich. Die Ortschaft hat 193 Einwohner (Stand 1. Jänner 2024).

## Geografie
Der Ort liegt auf etwa 800 m ü. A. vier Kilometer westlich von St. Andrä auf der Saualpe.

## Geschichte
Der Berg Lamb ist schon 1243 in einer Urkunde zu finden. Wie alt die Siedlung ist, kann man heute nicht mehr feststellen.

## Kultur und Sehenswürdigkeiten
- Katholische Pfarrkirche Lamm hl. Georg, eine Wehrkirche am südöstlichen Ausläufer der Saualpe.